# پناهگاه (فیلم ۲۰۱۵)
پناهگاه (آلمانی: Freistatt) یک فیلم درام آلمانی محصول سال ۲۰۱۵ به کارگردانی مارک دروموند می‌باشد.

## جوایز
- جایزه مخاطبین دوازدهمین دوره جشنواره بین‌المللی فیلم زردآلوی طلایی ایروان